# Fungia somervillei
Espèce
Synonymes
- Cycloseris somervillei (Gardiner, 1909)

Statut CITES
Fungia somervillei est une espèce de coraux appartenant à la famille des Fungiidae.